# 라이언 쇼튼
라이언 콜린 쇼튼(Ryan Colin Shotton, 1988년 10월 30일 ~ )는 잉글랜드의 축구 선수이다. 현재 헨리 타운에서 활약하고 있다.